# Clovia solitaria
Clovia solitaria är en insektsart som beskrevs av Schmidt 1922. Clovia solitaria ingår i släktet Clovia och familjen spottstritar. Inga underarter finns listade i Catalogue of Life.